# Linet (cantante)
Linet (en hebreo: לינט‎), nacida el 5 de marzo de 1975) es una cantante turco-israelí, conocida por su música en el género Arabesco.

## Biografía
Linet nació como Linet Menaşi (en hebreo: לינט מנשה‎ y se crio en Israel. Su madre, Leyla Özgecan (también conocida como Leya Bonana), era un cantante de música clásico otomana originaria de la ciudad turca de Bursa. Su padre, Şumuel Menaşi, era originario de Estambul. Tiene dos hermanas.
Luego de completar su educación secundaria en Israel, completó su servicio militar obligatorio en las Fuerzas de Defensa de Israel.

## Carrera
Linet comenzó su carrera musical cantando canto a su madre en sus presentaciones ya a la edad de 5 años, y grabó su primer sencillo a la edad de 16.
En 1993,  participó en el concurso israelí de preselección al Festival Eurovisión Kdam Eurovision de 1993 con la canción "Aniana" (en hebreo: אני אנא‎) y obtuvo el tercer lugar. Grabó su primer álbum en Turquía en 1995. Linet conoció al músico e intérprete de bağlama Orhan Gencebay cuando  tenía 17 años, y grabó un álbum con canciones compuestas por Gencebay. Obtuvo dos certificaciones de oro con este álbum.
Linet regresó a vivir en Israel entre 2003 y 2006, donde aparte de grabar álbumes en hebreo,  abrió una tienda de venta de dulces. Además de turco y hebreo, ha grabado canciones en árabe e inglés.
Luego de una ausencia de dos años en la escena musical turca, Linet regresó con un físico totalmente cambiado, con un corte de cabello muy corto y platinado, además de haber perdido alrededor 40 kilos gracias a una cirugía y ejercicios, al presentarse como invitada en el programa de İbrahim Tatlıses İbo Show, generando muchos comentarios en redes sociales . Linet ha sido mencionada entre los candidatos para participar en la temporada de 2021 de la versión israelí del concurso X Factor, el cual seleccionará al representante israelí al Festival de la Canción de Eurovisión 2022 a ser celebrado en Italia.
En agosto de 2021, Linet actuó junto con la Jerusalem Orchestra East&West en el Festival Arabesque realizado en la ciudad israelí de Akko, y también grabó junto a la orquesta la canción Yalnız değilsin/חומות חימר ("No estás sola"/"Paredes de Arcilla"), una canción dedicada a las mujeres que sufren opresión alrededor del mundo. La canción está grabada en árabe, hebreo y turco.

## Discografía

### Álbumes
* Las banderas indican el país en cual fue presentado el álbum.
1. Birlikte Söyleyelim / שירו איתנו
2. Para Para / כסף הכסף
3. Hayatın Çiçeği, Anne / פרח החיים ,אמא
4. Et Libi Koveş
5. Linet (1995)
6. Linet'En Müzik Kutusu (1997)
7. Ölümsüz Unşk (1999)
8. אישה אחרת / Different woman (2003)
9. Layla (2004)
10. Paylaşmak İstiyorum (2009)
11. Kalbimin Sahibi Sen (2011)
12. Yorum Farkı (2012)
13. Yorum Farkı II (2015)
14. Bilir misin? (2018)

### Sencillos
1. Yatsın Yanıma (2020)
2. חומות חימר / Yalnız değilsin (2021)

### Vídeos musicales
- Çocuksun Sen Daha
- Çaresizim
- Şeytan Diyor Ki
- Ölümsüz Aşk Bu
- Kim Özler
- O Kim Oluyor
- Aşk Ordusu
- Aslan Gibiyim
- Sözümden Dönmem
- Sürünüyorum
- Şu Saniye
- Adını Sen Koy
- Resim
- İncir
- Geçer
- Aman Aman
- Kandıra Kandıra
- Hikâye
- İhtimal
- Yatsın Yanıma
- חומות חימר / Yalnız değilsin

## Premios recibidos
| Año  | Premio                                             | Categoría                                        |
| ---- | -------------------------------------------------- | ------------------------------------------------ |
| 2013 | 12.os Premios Magazinci.com                        | Mejor cantante Fantezi                           |
| 2015 | Turkish Music Friends of Hearts Association Awards | Mejor artista de Música Turca (Micrófono Dorado) |
| 2016 | 22.os Golden Objective Awards                      | Mejor álbum (Yorum Farkı II)                     |
| 2016 | 7.os Quality of Magazine Awards                    | Mejor cantante femenina                          |